# Вальверде-дель-Каміно
Вальверде-дель-Каміно (ісп. Valverde del Camino) — муніципалітет в Іспанії, у складі автономної спільноти Андалусія, у провінції Уельва. Населення — 12 746 осіб (2010).
Муніципалітет розташований на відстані близько 410 км на південний захід від Мадрида, 40 км на північний схід від Уельви.

## Демографія
Динаміка населення (INE ):